# Gammalkroppa

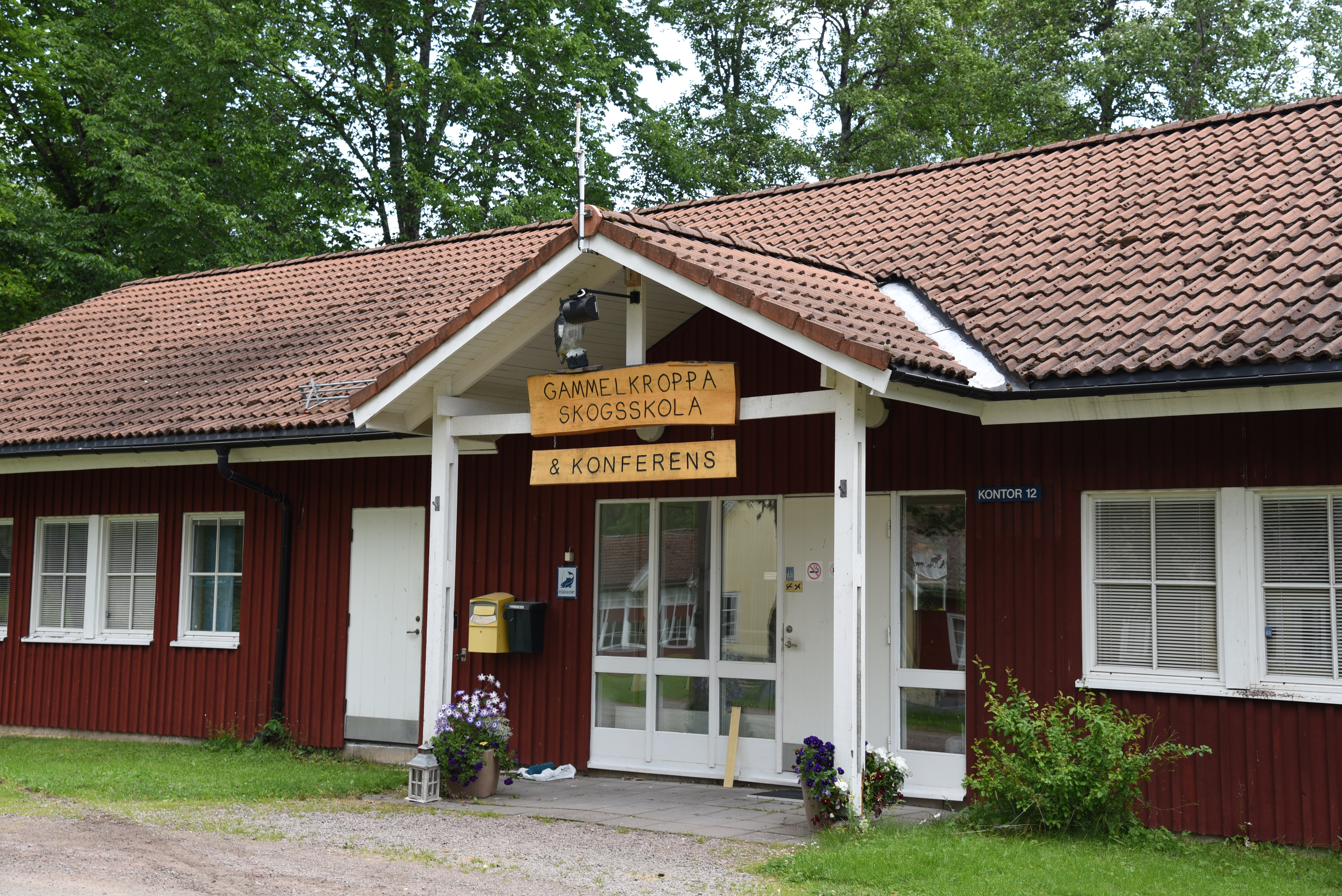
Gammelkroppa skogsskola

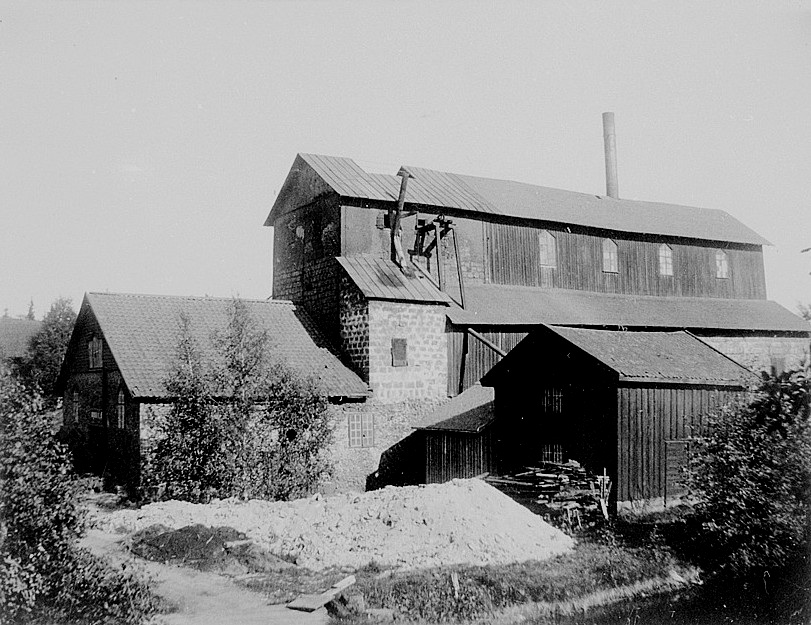
Gammalkroppa hytta år 1895

Gammalkroppa är en by i Kroppa socken, Filipstads kommun, belägen 14 km öster om Filipstad. 
I Gammalkroppa finns lämningarna av en hytta, samt en kraftstation. Byn är dock mest känd för Gammelkroppa skogsskola. Tidigare fanns här också en station vid Inlandsbanan. Järnvägen försvann dock från Gammalkroppa 1964, då denna bandel lades ned.
Gammelkroppa bruk hör till de äldsta i Värmland. Hyttan finns omnämnd redan i Gustav Vasas jordebok 1540. Smidet flyttades till Lesjöfors 1841 och hyttan togs ur drift 1904.